# Géza Anda
Pour les articles homonymes, voir Anda (homonymie).
Dans le nom hongrois Anda Géza, le nom de famille précède le prénom, mais cet article utilise l’ordre habituel en français Géza Anda, où le prénom précède le nom.
Géza Anda (['ge:zɒ], ['ɒndɒ]) (19 novembre 1921– 13 juin 1976) est un pianiste hongrois naturalisé suisse en 1955.
Il interprétait principalement des répertoires classique et romantique : Mozart, Beethoven, Schumann, Brahms, mais aussi Bartók.

## Biographie

### Origines et familles
Anda naît le 19 janvier 1921 à Budapest. 

### Études
Au Conservatoire de Budapest, Géza Anda étudie avec plusieurs des maîtres tels que Imre Stefaniai et Imre Keeri-Szanto, puis suit l'enseignement d'Ernst von Dohnányi et remporte le Prix Franz Liszt.

### Parcours professionnel
Lauréat du prix Franz-Liszt, Géza Anda fait ses débuts de concertiste sous la direction de Willem Mengelberg en 1940, puis se fixe à Berlin deux ans plus tard. Il y joue avec l'Orchestre philharmonique de Berlin sous la direction de Wilhelm Furtwängler. Mais en 1943 il se réfugie en Suisse. La pianiste roumaine Clara Haskil le remarque et enregistre avec lui. « Il sera en quelque sorte son héritier, notamment pour l'interprétation des œuvres de Mozart ». Avec son compatriote, le chef d'orchestre Ferenc Fricsay, il enregistre les concertos pour piano de Bartók, qui constitueront longtemps une version de référence. En 1951, il crée la sonate pour piano de Rolf Liebermann.
Naturalisé suisse en 1955, il enseigne à Lucerne de 1959 à 1968, puis à Zurich à partir de 1969. Ses cours sont suivis par de jeunes pianistes venus du monde entier. À la fin de sa vie, il se consacre surtout aux concertos de Mozart qu'il enregistre intégralement, en dirigeant lui-même du piano la Camerata Academia du Mozarteum de Salzbourg.

### Vie privée
En 1964, Géza Anda épouse Hortense Anda-Bührle, qu'il rencontre lors des Semaines internationales de musique de Lucerne. 
Cinq ans plus tard, elle donne naissance à leur fils Gratian Anda,.

### Mort
Il meurt prématurément le 14 juin 1976 à Zurich d'une hémorragie interne, à la suite d'une opération d'un cancer de l'œsophage un an auparavant. 
En sa mémoire, sa veuve, Hortense Anda-Bührle, a fondé en 1979 le Concours Géza Anda, concours international de piano qui a lieu tous les trois ans à Zurich.

## Discographie
Geza Anda a beaucoup enregistré. Voir la discographie et bibliographie officielle (en anglais et allemand) sur le site de la Fondation Géza Anda.
Le premier disque de Géza Anda en France a été publié par BAM (La Boîte à Musique) en 1947.

## Articles contextuels
- Concours Géza Anda

### Bases de données et dictionnaires
- Ressources relatives à la musique :   - AllMusic
  - Carnegie Hall
  - Discography of American Historical Recordings
  - Discogs
  - Grove Music Online
  - MGG Online
  - MusicBrainz
  - Muziekweb
- Ressource relative à la vie publique :   - Documents diplomatiques suisses 1848-1975
- Ressource relative à plusieurs domaines :   - Radio France
- Ressource relative à la recherche :   - Isidore
- Ressource relative à l'audiovisuel :   - IMDb
- Notices dans des dictionnaires ou encyclopédies généralistes :   - Britannica
  - Brockhaus
  - Den Store Danske Encyklopædi
  - Deutsche Biographie
  - Dictionnaire historique de la Suisse
  - Gran Enciclopèdia Catalana
  - Internetowa encyklopedia PWN
  - Larousse
  - Nationalencyklopedin
  - Munzinger
  - Proleksis enciklopedija
  - Treccani
  - Universalis
  - Visuotinė lietuvių enciklopedija
- Notices d'autorité :   - VIAF
  - ISNI
  - BnF (données)
  - IdRef
  - LCCN
  - GND
  - CiNii
  - Espagne
  - Pays-Bas
  - Pologne
  - Israël
  - NUKAT
  - Australie
  - Norvège
  - Lettonie
  - WorldCat